# Crucianella aegyptiaca
Crucianella aegyptiaca är en måreväxtart som beskrevs av Carl von Linné. Crucianella aegyptiaca ingår i släktet Crucianella och familjen måreväxter. Inga underarter finns listade i Catalogue of Life.